# Google Talk
A Google Talk (röviden Gtalk) a Google azonnaliüzenet-küldő alkalmazás (instant messenger, IM) szolgáltatása volt, amely a szöveges chat mellett lehetővé teszi a két személyi számítógép közötti telefonos beszélgetést is. A Google Talk asztali kliense magyarul nem, csak néhány világnyelven volt hozzáférhető, viszont a Gmail chatbe épített „gyors kapcsolatok” nevű változata magyarul is elérhető volt.

## Története
A Google Talk béta verziója 2005. augusztus 24-én indult, és ide tartozik maga a szolgáltatás és az ezt használó kliens. A Google Talk a nyílt Jabber protokollt használja, és támogatja a sajátjától eltérő kliensek használatát is. A szolgáltatás indításakor a Google Talk kliense csak Microsoft Windows rendszereken futott (Windows 2000, Windows XP, Windows Server 2003), más rendszerek használóinak egyéb Jabber-kliensekkel érhető el a szolgáltatás, mint például a Psi vagy a Miranda IM, iChat vagy Adium Mac OS-ra X és Pidgin Linux-ra. Minden olyan programmal használható az IM-szolgáltatás, amely képes kezelni a Jabber protokollt. A Google készített egy Voice over IP (VoIP, hangátvitel IP-hálózaton) kiegészítést a protokollhoz Jingle néven 2005 végén, amelynek implementációját (Libjingle Archiválva 2007. október 2-i dátummal a Wayback Machine-ben) BSD licenccel nyilvánosságra hozta. 2006. július 28-ától a Google Talkba beépítették a szerveroldali hangposta, a fájlküldés, valamint a Winamppal, Windows Media Playerrel stb. lejátszott aktuális szám kijelzésének lehetőségét, ami akár a Google keresési előzményekben is eltárolható. Szintén ettől a verziótól kezdve a kliens Speexet használ a hangtömörítéshez.
A hangpostával küldött üzenet legfeljebb 10 perc hosszú lehet, csatolt fájlként jelenik meg a címzett Gmail postafiókjában (11 KHz-es mono 24kbit/s-os bitarányú MP3). A Gmail felismeri, hogy hangpostaüzenetről van szó, és az üzenet megtekintésekor lehetőséget nyújt a lejátszásra egy kisalkalmazással, valamint az MP3 letöltésére.
2006. október 31-étől lehetséges offline üzenetek küldése. 2006 novemberétől a Google Talkot integrálták az orkuttal, a Google ismeretségi hálózatával.
2015. február 23-án a viszonylag népszerű alkalmazás fejlesztése megszűnt, és a Google megtiltotta, hogy a windowsos kliensprogram elérje a felhasználó fiókját. Ezután a böngészőben megnyitott Gmail-es chat-et, illetve a Google Chrome egyik appját, a Google Hangouts-ot kínálták fel helyette. A cég célja az volt a döntéssel, hogy növelje a Hangouts forgalmát, és hogy egységesítse a használt üzenetküldő platformokat.

## Gmail chat – Gyors kapcsolatok
2006 első felétől a Gmailbe integráltan is elérhető a Google Talk hálózata. Az integrált chat kliens kikapcsolható. A webes felületen nem pontosan ugyanaz a funkcionalitás érhető el, mint a különálló Google Talk klienssel.

## Google Talk Gadget
Elérhető egy Google Talk Gadget is, mely a GTalk egy weboldalba integrálható Adobe Flash-alapú változata. Ez rendelkezik némi bővített funkcionalitással (csoportbeszélgetés kezdeményezése, videók és Picasa galériák (diavetítések) kliensen belüli megjelenítése) a levelezőprogramba építetthez képest, ugyanakkor a VoIP-telefonálást nem támogatja.